# Кейтс, Дарлин
Дарлин Кейтс (англ. Darlene Cates, урождённая Рита Дарлин Гатри, англ. Rita Darlene Guthrie; 13 декабря 1947, Боргер, Техас, США — 26 марта 2017, Форни, там же) — американская актриса.

## Биография
Её дебют состоялся в фильме Лассе Халльстрёма «Что гложет Гилберта Грэйпа», в компании Джонни Деппа, Джульетт Льюис и Леонардо Ди Каприо, в котором она сыграла одну из главных персонажей — мать, страдающую патологическим ожирением, Бонни Грэйп. Была выбрана на роль, после того, как режиссёр по подбору актёров увидел её в шоу, в котором она обсуждала свою патологическую полноту. Она описала свой вес как «немного больше 230 кг».

## Фильмография
| Год  |     | Русское название           | Оригинальное название       | Роль         |
| ---- | --- | -------------------------- | --------------------------- | ------------ |
| 1993 | ф   | Что гложет Гилберта Грэйпа | What's Eating Gilbert Grape | Бонни Грэйп  |
| 1994 | с   | Застава фехтовальщиков     | Picket Fences               | Софи Уоллес  |
| 1996 | с   | Прикосновение ангела       | Touched by an Angel         | Клаудиа Белл |
| 2001 | ф   | Охота на оборотня          | Wolf Girl                   | Афина        |
| 2014 | кор | Мать                       | Mother                      | мать         |